# Powiat Ashoro
Powiat Ashoro (jap. 足寄郡 Ashoro-gun) – powiat w Japonii, w prefekturze Hokkaido, w podprefekturze Tokachi. W 2024 roku liczył 8155 mieszkańców.

## Miejscowości
- Ashoro
- Rikubetsu